# Days Inn
Days Inn est une chaîne d'hôtels internationale, fondée en 1970 à Tybee Island par Cecil Day et qui fait partie du groupe hôtelier Wyndham Hotels & Resorts. À compter du 31 décembre 2019, l'entreprise opère  1 691 hôtels. Le siège de la chaîne et de sa société mère se trouve à Parsippany, New Jersey, aux États-Unis.

## Historique
Le groupe hôtelier est fondé à Tybee Island en Géorgie en 1970 sous le nom de Days Inn of America, Inc, par l'homme d'affaires américain Cecil Day, ancien propriétaire des établissements Jiffy Drive-In et Carrols à Atlanta,,.
Il a eu l'idée d'un hôtel de gamme économique durant un voyage familial réalisé à la fin des années 1960,. Day, chrétien évangélique de la Convention baptiste du Sud, a tenu à mettre à disposition des visiteurs la Bible gratuitement dans les chambres.
Le premier hôtel de la chaîne, ouvert en mars 1970, connaît un succès rapide malgré son emplacement et, peu de temps après son inauguration, un deuxième établissement est construit à Forsyth. En 1972, Days Inn vend sa première franchise.
Les établissements Days Inn éliminent les détails de luxe des grandes chaînes (halls d'entrée, salles de congrès, service d'étage) et favorisent les aménités pour les voyageurs en famille au budget plus limité (piscine, jeux pour les enfants, restaurants).
Les hôtels sont emplacés au bord des autoroutes, dans des villes souvent négligées par d'autres groupes hôteliers. Additionnellement, les franchises de la chaîne sont vendues à des opérateurs d'hôtel indépendants à des prix compétitifs.
En 1980, le groupe compte plus de 300 hôtels dans l'est américain et dans les états de Texas et Californie.
En septembre 1984, la chaîne est vendue au groupe Reliance Capital. Puis, en 1992, Days Inn est rachetée par Hospitality Franchise Systems (HFS), groupe prédécesseur de Wyndham Worldwide.
En mai 2012, Days Inn présente son premier protoype d'établissement pour guider les franchisés de la compagnie dans la construction ou la rénovation d’hôtels.
En juin 2018, Days Inn intègre le portfolio de chaînes de Wyndham Hotels & Resorts, après la scission de Wyndham Wordlwide . En 2019, le groupe annonce le renouvellement des établissements Days Inn pour la célébration du 50e anniversaire de sa fondation.